# Nils Hansson (arkitekt)
Nils Sigfrid Hansson, född 5 januari 1902 i Bollnäs, död 9 oktober 1976 i Köping, var en svensk arkitekt. Han var bror till företagsledaren och uppfinnaren Bror Hansson.
Hansson, som var son till bankdirektör Nils Hansson och Sigrid Olsdotter, avlade studentexamen i Stockholm 1921 samt utexaminerades från Kungliga Tekniska högskolan 1925 och från Kungliga Konsthögskolan 1932. Han startade ett eget arkitektkontor i Stockholm 1933, men lade ned detta och var därefter stadsarkitekt i Köpings stad 1937–1967. Han tjänstgjorde tidvis som stadsarkitekt även i Arboga stad och Kungsörs köping och bedrev också egen arkitektverksamhet i Köping.